# Aldo Ballarin
Aldo Ballarin est un footballeur international italien né le 10 janvier 1922 à Chioggia et mort le 4 mai 1949 à Superga. Il évoluait aux postes de défenseur central et de défenseur droit.

## Biographie

### En club
Aldo Ballarin débute en 1939 avec l'AC Rovigo (en), club évoluant en troisième division italienne.
Il découvre en 1941 la première division en rejoignant l'US Triestina,.
De 1943 à 1945, Ballarin est joueur de l'AFC Venise,.
En 1945, il devient joueur de l'AC Torino,.
Faisant partie de la grande équipe du club surnommé alors le Grande Torino, il remporte quatre titres de Championnat d'Italie consécutivement,.
Il meurt lors de la catastrophe aérienne le 4 mai 1949.
Au total, Ballarin dispute 109 rencontres et inscrit 2 buts en première division italienne.

### En équipe nationale
International italien, il reçoit 9 sélections pour aucun but marqué en équipe d'Italie,.
Ballarin dispute son premier match le 11 novembre 1945 contre la Suisse (match nul 4-4 à Zurich).
Il joue son dernier match en sélection le 27 mars 1949 contre l'Espagne (victoire 3-1 à Madrid).

### Famille
Il est le frère de Dino Ballarin, aussi joueur du Grande Torino, mort également à Superga.

## Palmarès
AC Torino
- Championnat d'Italie (4) :
  - Champion : 1945-46, 1946-47, 1947-48 et 1948-49.